# 3967 Shekhtelia
3967 Shekhtelia è un asteroide della fascia principale del diametro medio di circa 28,83 km. Scoperto nel 1976, presenta un'orbita caratterizzata da un semiasse maggiore pari a 3,2409687 UA e da un'eccentricità di 0,0589485, inclinata di 17,51690° rispetto all'eclittica.
Prende nome dall'architetto russo Fëdor Šechtel'.